# Wereszcze Duże
Wereszcze Duże (prononciation : [vɛˈrɛʂt͡ʂɛ ˈduʐɛ]) est un village polonais de la gmina de Rejowiec dans le powiat de Chełm de la voïvodie de Lublin dans l'est de la Pologne, à la frontière avec l'Ukraine.
Il se situe à environ 10 kilomètres à l'ouest de Chełm (siège du powiat) et 56 kilomètres à l'est de Lublin (capitale de la voïvodie).
Le village comptait approximativement une population de 440 habitants.[Quand ?]

## Histoire
De 1975 à 1998, le village est attaché administrativement à la voïvodie de Chełm.

Depuis 1999, il fait partie de la voïvodie de Lublin.